# Aurora, Isabela
Aurora là một đô thị hạng 2 ở tỉnh Isabela, Philippines. Theo điều tra dân số năm 2007, đô thị này có dân số 31.547 người trong 5.896 hộ.

## Các đơn vị hành chính
Aurora được chia ra 33 barangay.
| - Apiat - Bagnos - Bagong Tanza - Ballesteros - Bannagao - Bannawag - Bolinao - Caipilan - Camarunggayan - Dalig-Kalinga - Diamantina | - Divisoria - Esperanza East - Esperanza West - Kalabaza - Rizalina (Lapuz) - Macatal - Malasin - Nampicuan - Villa Nuesa - Panecien - San Andres | - San Jose - San Rafael - San Ramon - Santa Rita - Santa Rosa - Saranay - Sili - Victoria - Villa Fugu - San Juan - San Pedro-San Pablo |